# Dillinger & Young Gotti II: Tha Saga Continuez...
Dillinger & Young Gotti II: Tha Saga Continuez... è il terzo album del gruppo Tha Dogg Pound formato dai rapper Daz Dillinger e Kurupt. L'album esce nel 2005 sotto la Gangsta Advisory, dopo la riunione dei Tha Dogg Pound voluta fortemente da Snoop Dogg. I singoli ufficiali dell'album sono "DPGC Music", "Cuz I'm A Gangsta", "Push Bacc" e "I luv When You" con Men-Nefer che fa da corista. In accordo con Billboard l'album ha venduto 113,000 copie circa, un buon traguardo per un'etichetta indipendente.

## Tracce
1. Tha Saga Continuez...
2. DPGC Music
3. Blast 'Em Up (skit)
4. Cuz I'm A Gangsta
5. Hittin' Donutz In Tha Streetz
6. Say It
7. We Gitt
8. U Remind Me... (feat. Men-Nefer)
9. Make Me A Believer
10. I Luv When U (feat. Men-Nefer)
11. What U Gone Do?
12. Push Bacc
13. Ride & Creep (feat. D-Sharp)
14. Outro (Feels Good To Be a Dogg Pound Gangsta)